# Spharagemon bolli
Spharagemon bolli är en insektsart som beskrevs av Scudder, S.H. 1875. Spharagemon bolli ingår i släktet Spharagemon och familjen gräshoppor. Inga underarter finns listade i Catalogue of Life.